# 希永城堡

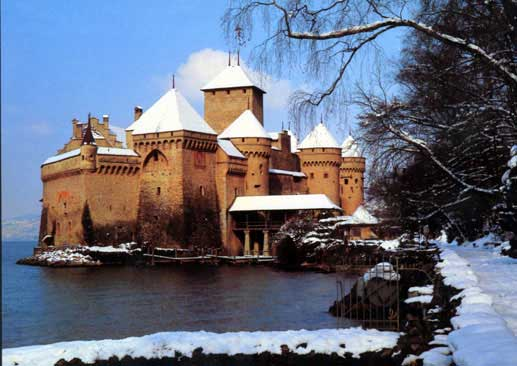
冬日的希永城堡

希永城堡（法語：Château de Chillon）是瑞士西部的一座中世纪水上城堡，位于沃州蒙特勒（Montreux）附近的韦托镇，又名西庸城堡。

## 历史
希永城堡歷史悠久，坐落在日內瓦湖東端的小島上，由一座廊橋與岸邊相連。城堡最初為萨伏依公爵（12世紀到1536年）所有，16世纪被伯尔尼（1536-1798）占领。18世纪以后，成为沃州政府（1798-）财产。
1530年至1536年间，日内瓦的独立主义者弗朗索瓦·博尼瓦（François Bonivard, 1493-1570）曾被囚禁在此，后来英国詩人拜倫（Lord Byron）写成了著名长诗《希永的囚徒》，歌颂自由，城堡因此聲名大噪。

## 建筑
城堡内的中世纪古迹相当丰富，包括防御塔楼、军火库、公爵居所、纹章大厅、礼拜堂等等。地下室设有监狱。

## 游览
此城堡提供包括中文在内的多國語言導覽。遊客可隨著導覽指示與講解參觀城堡。

## 参看
- 瑞士城堡列表